# Mistrzostwa Świata Kobiet w Biegach Ulicznych 1983
1. Mistrzostwa Świata w Kobiet w Biegach Ulicznych – zawody lekkoatletyczne zorganizowane pod egidą IAAF 4 grudnia 1983 roku w San Diego. Rywalizowano w biegu na dystansie 10 kilometrów.

## Rezultaty
| Poz. | Zawodniczka         | Rezultat |
| ---- | ------------------- | -------- |
| 1.   | Wendy Sly           | 32:23    |
| 2.   | Betty Springs       | 32:23    |
| 3.   | Losley Welch        | 32:41    |
| 4.   | Nancy Rooks         | 32:57    |
| 5.   | Dorthe Rasmussen    | 33:03    |
| 6.   | Marie-Louise Hamron | 33:06    |
| 7.   | Silvia Ruegger      | 33:06    |
| 8.   | Monica Joyce        | 33:14    |

| Poz. | Reprezentacja     | Rezultat |
| ---- | ----------------- | -------- |
| 1.   | Stany Zjednoczone | 12 pkt.  |
| 2.   | Kanada            | 19 pkt.  |
| 3.   | Irlandia          | 32 pkt.  |
| 4.   | Wielka Brytania   | 40 pkt.  |
| 5.   | Nowa Zelandia     | 51 pkt.  |
| 6.   | RFN               | 53 pkt.  |
| 7.   | Australia         | 53 pkt.  |
| 8.   | Włochy            | 55 pkt.  |